# 交叉相乘
数学上，尤其是在四则运算和初等代数中，给定一个两边各一个分式或比的等式，就可以用交叉相乘来化简等式或求出变量。
给定一个这样的等式：
{\displaystyle {\frac {a}{b}}={\frac {c}{d}}}
(当b和d都不等于零时)，可以交叉相乘来得到：
{\displaystyle ad=bc\qquad }或{\displaystyle \qquad a={\frac {bc}{d}}.}
欧几里得几何中，相同的运算可以通过相似三角形得到。

## 过程
实践中，交叉相乘的方法就是将两边的分子各乘以另一边的分母。
{\displaystyle {\frac {a}{b}}\nwarrow {\frac {c}{d}}\quad {\frac {a}{b}}\nearrow {\frac {c}{d}}.}
这种方法的数学证明是由下列数学过程推导而来的。我们从这个简单的等式开始：
{\displaystyle {\frac {a}{b}}={\frac {c}{d}}} (b和d都不等于零)
我们可以两边同乘以相等的数而两边仍然相等，所以如果我们在这个等式两边同乘以bd，我们就得到了:
{\displaystyle {\frac {a}{b}}\times bd={\frac {c}{d}}\times bd.}
我们可以把等式左边的两个b和右边的两个d约去，剩下
{\displaystyle ad=bc}
我们在这里也可以两边同除以:{\displaystyle {\frac {ad}{bd}}={\frac {cb}{db}}.}来得到：
{\displaystyle a={\frac {bc}{d}}}
我们也可以两边同乘以d/d和b/b (都等于1)，得到：
{\displaystyle {\frac {a}{b}}\times {\frac {d}{d}}={\frac {c}{d}}\times {\frac {b}{b}}}
所以：
{\displaystyle {\frac {ad}{bd}}={\frac {cb}{db}}.}
两边同除以bd得到：
{\displaystyle ad=cb.}
这些步骤中的单独的每一步都基于等式性质，交叉相乘是一条捷径，也是一个易于理解的，可以教给学生的过程。

## 使用方法
这是一个用来化简等式或求出变量数值的数学方法。如果我们遇到一个这样的方程：
{\displaystyle {\frac {x}{b}}={\frac {c}{d}}}
我们可以用交叉相乘解出
{\displaystyle x={\frac {bc}{d}}.}
举个例子，如果我们要求出一辆车在7小时内能开多远，我们如果知道它是匀速的，且它已在之前的3小时内开了90英里，将这个问题转为比例我们得到：
{\displaystyle {\frac {x}{7\ \mathrm {hours} }}={\frac {90\ \mathrm {miles} }{3\ \mathrm {hours} }}.}
交叉相乘得到：
{\displaystyle x={\frac {90\ \mathrm {miles} \times 7\ \mathrm {hours} }{3\ \mathrm {hours} }}.}
所以
{\displaystyle x=210\ \mathrm {miles} }
注意即使是这样的方程
{\displaystyle a={\frac {x}{d}}}
将b部分视为1，也可以视为下列方程来用交叉相乘来解决
{\displaystyle {\frac {a}{1}}={\frac {x}{d}}.}
任何含有分式的等式也都可以用两边同时乘以分母的最小公倍数来化简